# Massimo Andrea Ugolini
Massimo Andrea Ugolini (26 luglio 1978) è un politico sammarinese.

## Biografia
A seguito dei risultati delle elezioni politiche dell'8 dicembre 2019, il Consiglio Grande e Generale ha nominato Massimo Andrea Ugolini Segretario di Stato per la Giustizia e la Famiglia. Ha prestato giuramento nelle mani degli Ecc.mi Capitani Reggenti l'8 gennaio 2020, assumendo così la pienezza dei propri poteri.
È iscritto al Partito Democratico Cristiano Sammarinese dal 1993 e dal 2008 è stato ininterrottamente membro del Consiglio Centrale del PDCS.
È stato vice Segretario della sezione del PDCS del Castello di Domagnano dal 2008 al 2012 ed è membro della Direzione del PDCS dal 2014.
È stato eletto per la prima volta in Consiglio Grande e Generale nel 2012. Nell’ambito della XXVIII legislatura ha ricoperto la carica di Capitano Reggente nel semestre 1º aprile 2016 – 1º ottobre 2016 e ha fatto parte del Gruppo Nazionale Sammarinese presso l’Unione Interparlamentare, organismo internazionale deputato a favorire il dialogo e la cooperazione degli stati a livello parlamentare.
Durante i mandati consiliari della XXVIII e XXIX legislatura ha fatto parte della Commissione Consiliare Permanente Affari Interni, Costituzionali ed Istituzionali, della Commissione Consiliare Permanente Esteri, Emigrazione ed Immigrazione nonché della Commissione Consiliare Permanente Finanze, Bilancio e Programmazione.
Nel corso della sua carriera politica è stato membro del Consiglio dei XII e della Commissione Consiliare per gli Affari di Giustizia di cui è stato Presidente dal 3 maggio 2017 al 22 novembre 2017.
È sposato ed ha due figli.